# Lycanades
Lycanades là một chi bướm đêm thuộc họ Noctuidae.